# Titus Munteanu
Titus Munteanu (Titus-Adrian Muntean, n. 3 octombrie 1941, Timișoara, România – d. 18 decembrie 2013, București, România) a fost un regizor român, realizator TV și director al TVR 1.
În 2004, a primit Premiul de Excelență din partea CNA.

## Filmografie

### Ca regizor
- Duelul vedetelor (TV) (1993)
- Casa cu patru fete (1986)

### Ca scenarist
- Un trio formidabil (1985)